# Valli del Natisone
Le Valli del Natisone (Nediške doline in sloveno, Valis dal Nadison in friulano) sono una regione geografica posta a cavallo di Friuli e Slovenia, costituita da quattro valli attraversate da altrettanti corsi d'acqua (Natisone, Alberone, Cosizza ed Erbezzo), collegamento naturale tra Cividale del Friuli (l'antica Forum Iulii) e la valle dell'Isonzo. Confina a nord-ovest con la zona delle Valli del Torre. A sud è contiguo con quella del Collio.

## Descrizione

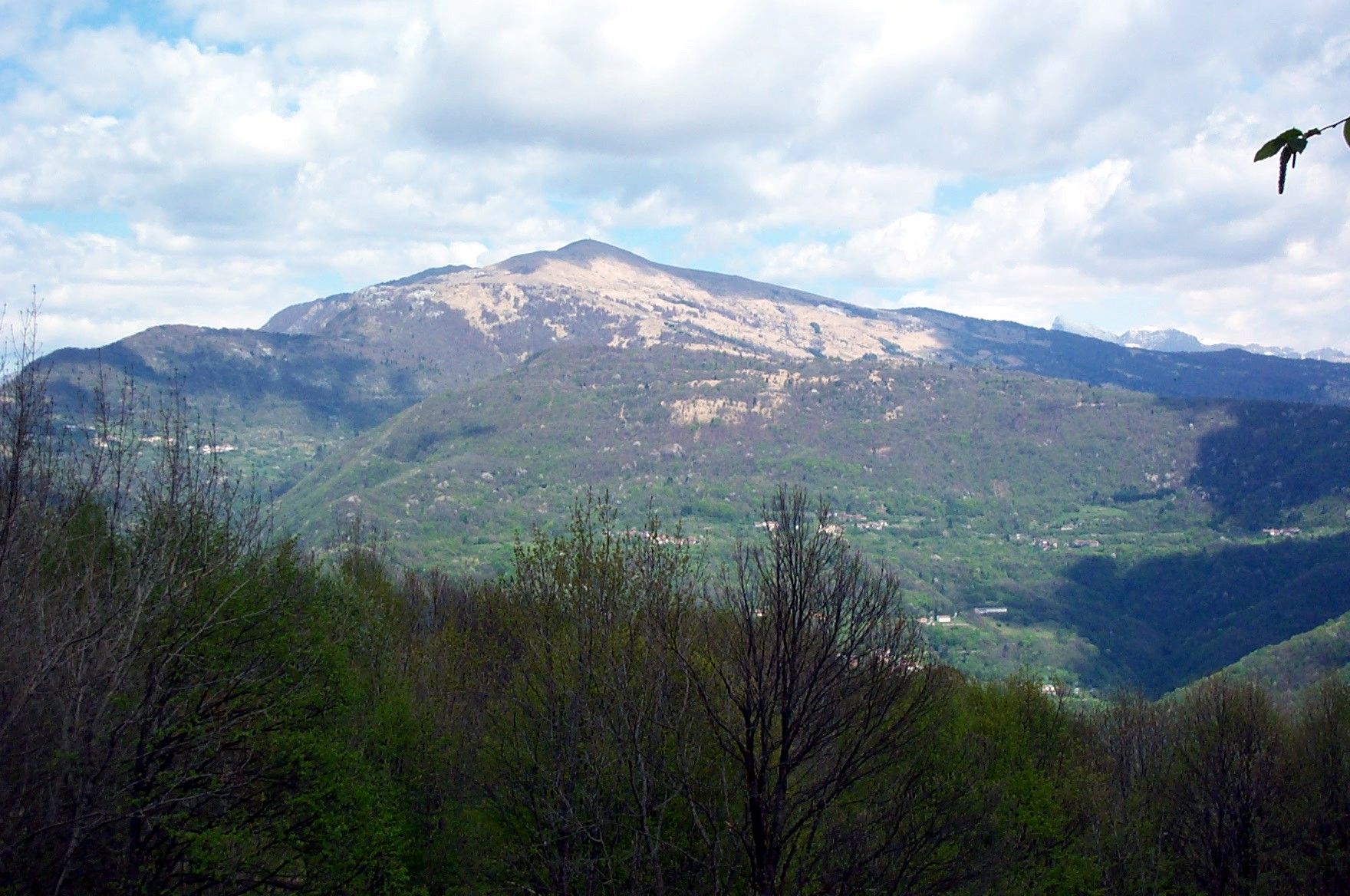
Il Matajur sovrasta le Valli del Natisone

Queste valli costituiscono la dorsale meridionale delle Prealpi Giulie, estendendosi per la maggior parte tra l'estremo lembo orientale del Friuli e l'alto corso dell'Isonzo, nel Goriziano sloveno (Goriška).
Simbolo di questo territorio è il monte Matajur (1.641 m), dalla cui vetta si domina la pianura. Il territorio, nel lato italiano, dal 1º gennaio 2021, a seguito della soppressione delle UTI, è entrato a far parte della Comunità montana Natisone e Torre, mentre a sud confina con la zona del Collio.

### Comuni
I comuni italiani delle Valli del Natisone sono (fra parentesi la denominazione in sloveno, friulano):
| Comune                                 | Abitanti 2015 | Abitanti 1951 | Superficie (km²) |
| Drenchia (Dreka)                       | 118           | 1.392         | 13,28            |
| Grimacco (Garmak)                      | 350           | 1.737         | 14,50            |
| Pulfero (Podbuniesac)                  | 1.041         | 3.735         | 48,03            |
| San Leonardo (Podutana o Svet Lienart) | 1.121         | 2.283         | 27,00            |
| San Pietro al Natisone (Špietar)       | 2.199         | 3.088         | 23,98            |
| Savogna (Sauodnja )                    | 414           | 2.077         | 22,11            |
| Stregna (Sriednje)                     | 364           | 1.883         | 19,70            |
| Prepotto (Prapotno - Prepot)           | 771           | 2036          | 33,2             |
|                                        |               |               |                  |
| Totale                                 | 6.309         | 18.231        | 200,80           |

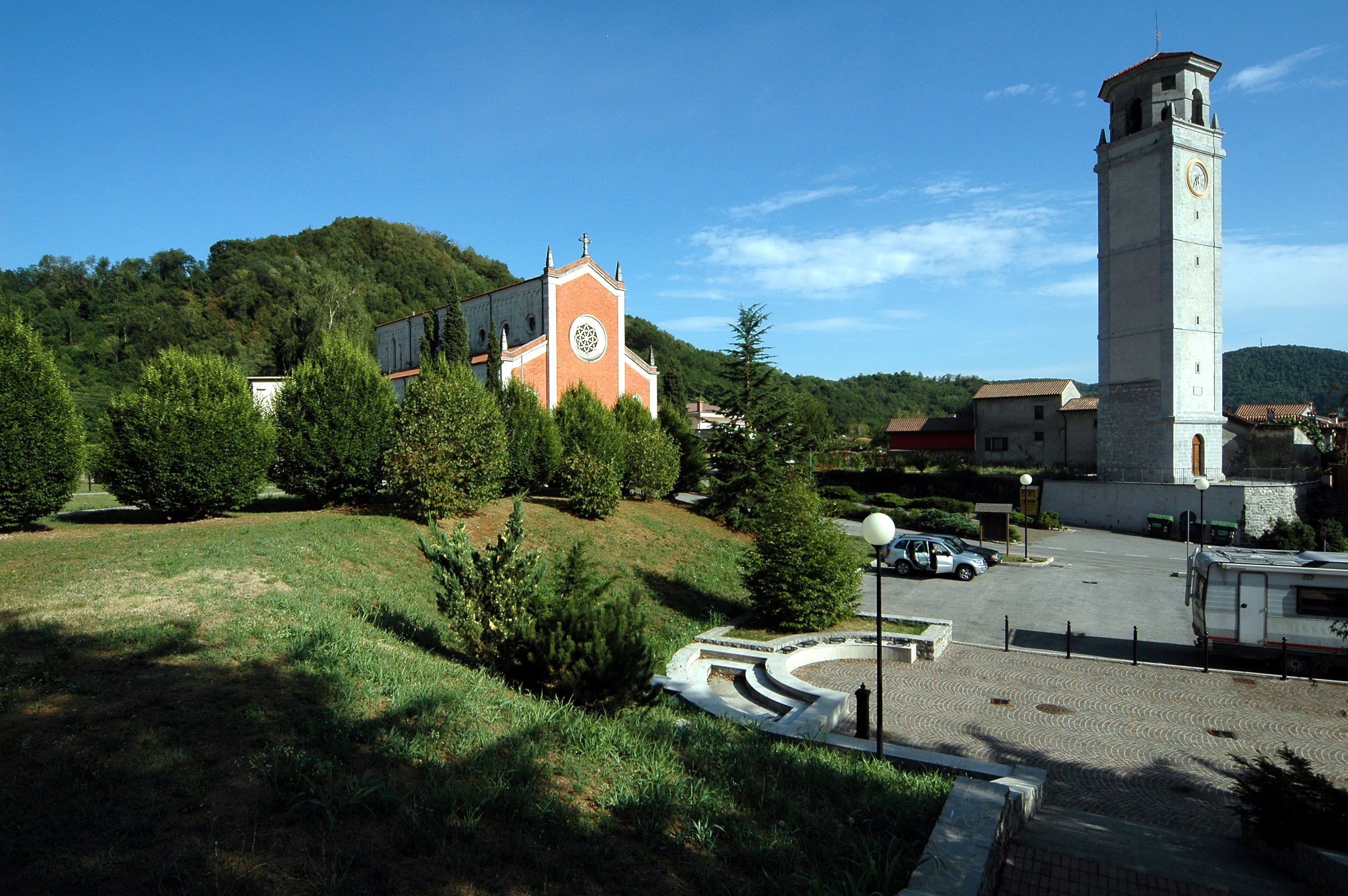
San Pietro al Natisone

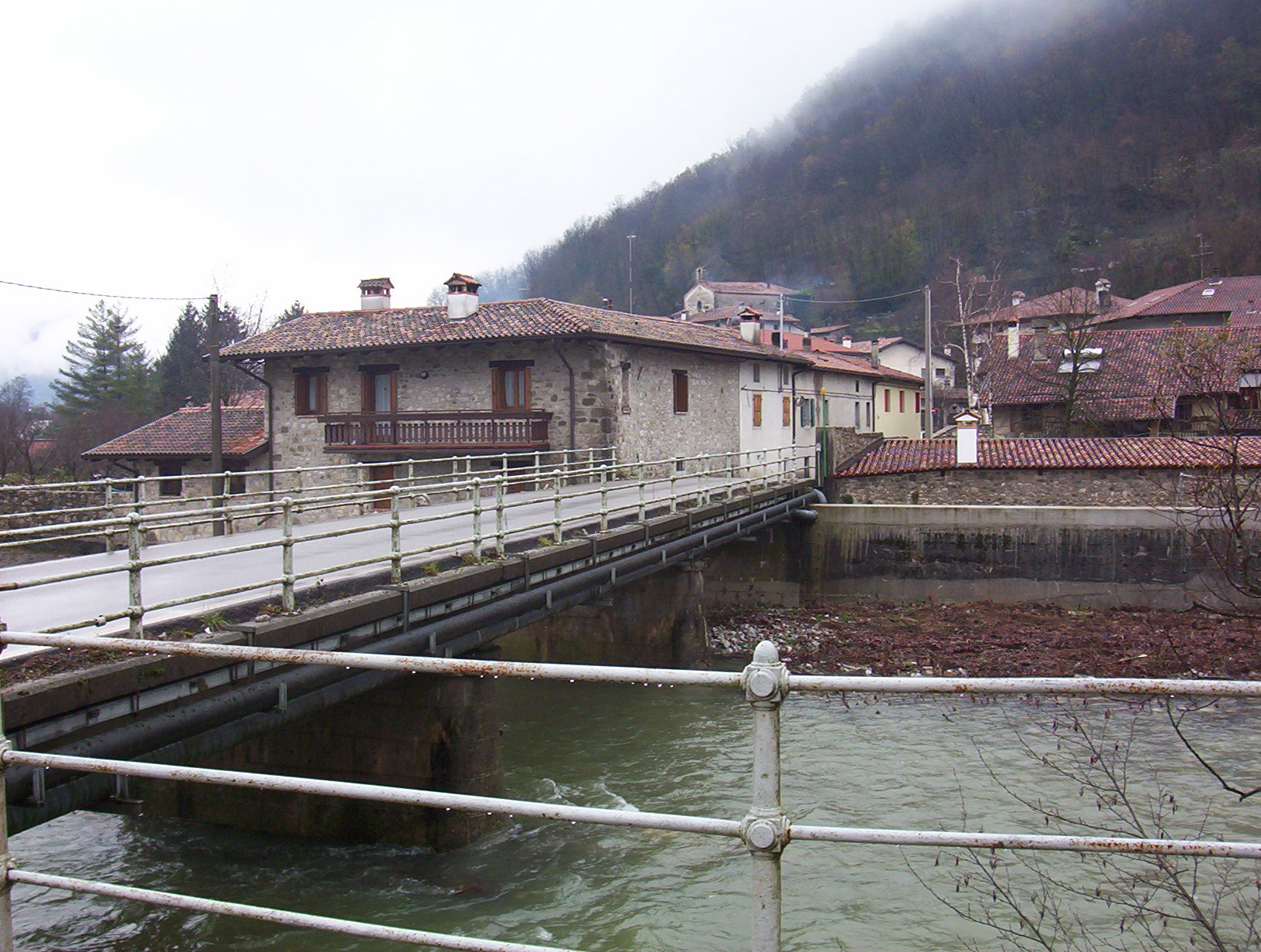
San Leonardo

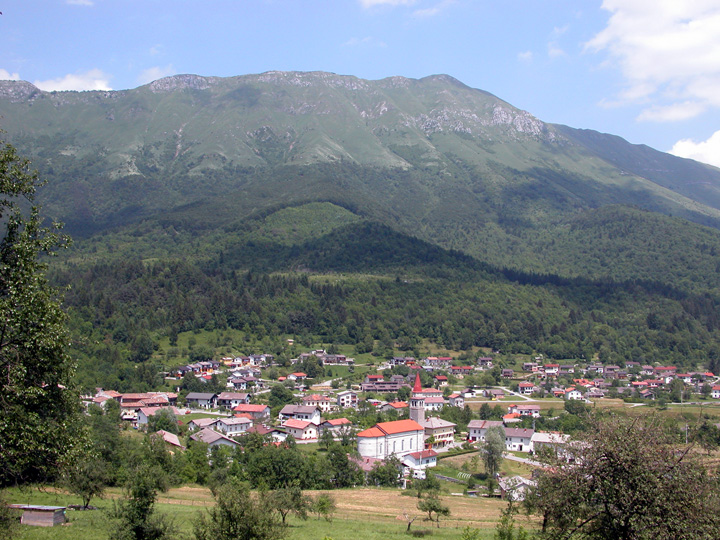
Bergogna

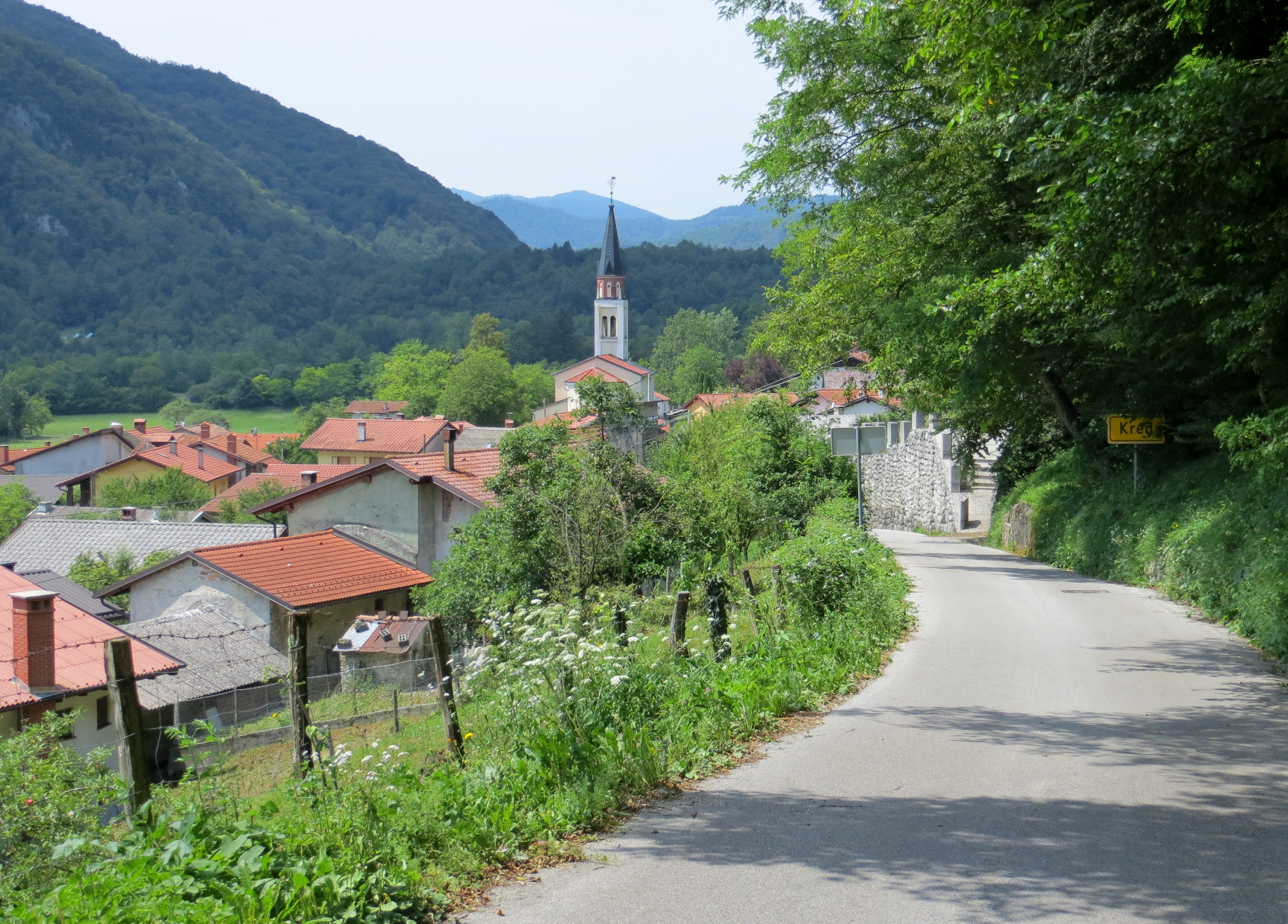
Creda

Si affacciano sul Natisone anche le frazioni di Montemaggiore (Brezje) (29 abitanti), Platischis (Plestišča) (58 abitanti) e Prossenicco (Prosnid) (62 abitanti) del comune di Taipana (Tipàna - Taipàne o Tipàne).
In territorio sloveno vi sono 16 piccoli insediamenti appartenenti al comune di Caporetto (Kobarid):
| Insediamento (Naselje)     | Abitanti 2009 | Abitanti 2002 | Superficie (km²) |
| Avsa                       | 34            | 37            | 4,32             |
| Borjana (Boreana)          | 135           | 200           | 11,42            |
| Breginj (Bergogna)         | 201           | 251           | 19,08            |
| Homec                      | 8             | 4             | 1,6              |
| Kred (Creda)               | 121           | 128           | 2,28             |
| Jevšček                    | 27            | 31            | 1,42             |
| Logje (Longo)              | 59            | 64            | 8,42             |
| Livek (Luico)              | 157           | 146           | 3,03             |
| Perati                     | 24            | 28            | 0,1103           |
| Potoki (Potocchi di Creda) | 60            | 69            | 2,69             |
| Livške Ravne               | 16            | 21            | 2,47             |
| Robidišče (Robedischis)    | 8             | 7             | 1,41             |
| Robič (Robis)              | 33            | 32            | 6,6              |
| Podbela                    | 75            | 85            | 5,87             |
| Sedlo                      | 79            | 84            | 0,9699           |
| Stanovišče (Stanovischis)  | 39            | 40            | 3,77             |
|                            |               |               |                  |
| Totale                     | 1.076         | 1.227         | 75,4602          |

I sette comuni delle Valli del Natisone fanno parte della Comunità Montana Natisone e Torre. Le Valli del Natisone fanno parte della cosiddetta Slavia friulana, con la quale spesso si identificano rappresentandone la componente slavofona più rilevante. Oltre ai sette comuni italiani sono attraversate dal Natisone alcune frazioni del comune sloveno di Caporetto.